# Bactéries oxydant le fer

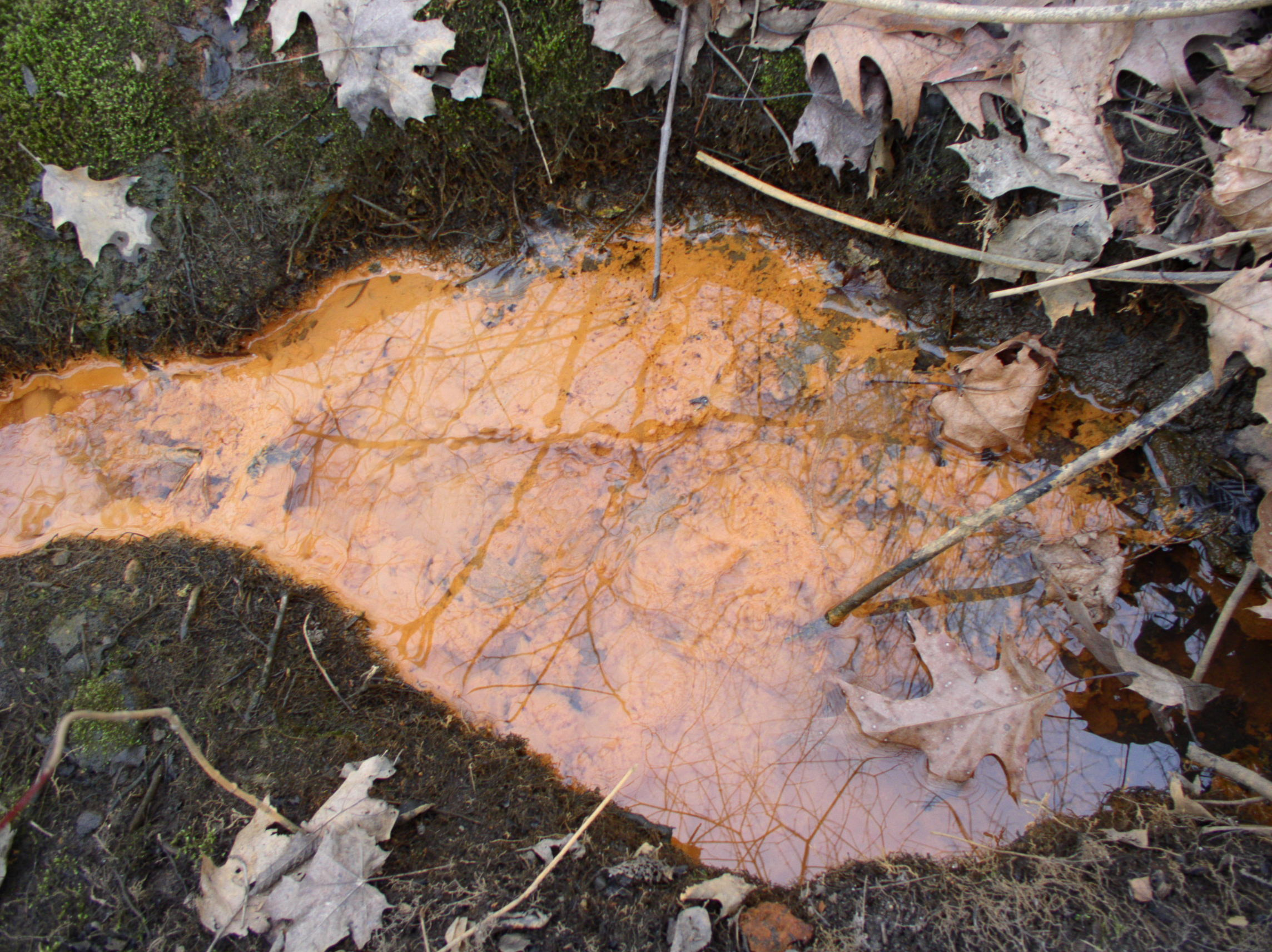
Bactéries oxydant le fer dans les eaux de surface

Les bactéries oxydant le fer ou bactéries ferro-oxydantes sont des bactéries chimio-lithotrophes qui tirent leur énergie de l'oxydation  du fer. Ces ferrobactéries sont connues pour croître et proliférer dans des eaux contenant des concentrations de fer aussi faibles que 0,1 mg/L. Cependant, au moins 0,3 ppm d'oxygène dissous est nécessaire pour effectuer l'oxydation.
Le fer est un élément très important dont les organismes vivants ont besoin pour réaliser de nombreuses réactions métaboliques telles que la formation de protéines impliquées dans les réactions biochimiques, comme les protéines fer-soufre, l'hémoglobine et les complexes de coordination. Cet élément a une distribution étendue sur la planète et est considéré comme l'un des plus abondants dans la croûte terrestre, le sol et les sédiments. Le fer est l'un des oligoéléments des milieux marins. Son rôle dans le métabolisme de certains chémolithotrophes est probablement très ancien.
Comme le dit la loi de Liebig sur le minimum, l'élément présent en moindre quantité (appelé facteur limitant) est celui qui détermine le taux de croissance d'une population. Le fer est l'élément limitant le plus courant, jouant un rôle clé dans la structuration des communautés phytoplanctoniques et déterminant leurs abondances ; il est particulièrement important dans les régions riches en nutriments et pauvres en chlorophylle (en), où la présence de micronutriments est obligatoire pour la production primaire totale et le fer est considéré comme l'un de ces facteurs limitants.